# Jean-Louis Rousselin
Pour les articles homonymes, voir Rousselin (homonymie).
Jean-Louis Rousselin, né le 19 avril 1958 au Havre (Seine-Maritime), est un homme politique français.
À la suite de la démission d'Édouard Philippe pour devenir Premier ministre sous Emmanuel Macron et étant élu en qualité de suppléant, il devient député éphémère de la XIVe législature de la Cinquième République (2012-2017), dans la 7e circonscription de la Seine-Maritime, pour cinq jours. Il ne siégera jamais à l'Assemblée nationale dans l'attente de l'investiture d'Agnès Firmin-Le Bodo à la suite des élections législatives et refuse ainsi toute indemnité.
À partir de 2008, il est maire d'Octeville-sur-Mer. Il démissionne de cette fonction en février 2023.

## Mandats
- Conseiller municipal d'Octeville-sur-Mer (1989 → 2001)
- Adjoint au maire d'Octeville-sur-Mer (2001 → 2008)
- Maire d'Octeville-sur-Mer (2008 → 2023)
- Vice-président de la Communauté de l'agglomération havraise puis du Havre Seine Métropole (2014 → 2023)
- Conseiller départemental du canton d'Octeville-sur-Mer (2015 → 2021)
- Député de la 7e circonscription de Seine-Maritime (2017)